# Ceralocyna nigricornis
Ceralocyna nigricornis är en skalbaggsart som först beskrevs av Pierre Émile Gounelle 1911.  Ceralocyna nigricornis ingår i släktet Ceralocyna och familjen långhorningar.
Artens utbredningsområde är Uruguay. Inga underarter finns listade.